# كيت كليفتون أوسغود هولمز
كيت كليفتون أوسغود هولمز (بالإنجليزية: Kate Clifton Osgood Holmes)‏ هي رسامة أمريكية، ولدت في 1858 في إلسورث في الولايات المتحدة، وتوفيت في 1925.